# Monapia
Genre
Monapia est un genre d'araignées aranéomorphes de la famille des Anyphaenidae.

## Distribution
Les espèces de ce genre se rencontrent en Argentine, au Chili et en Uruguay.

## Liste des espèces
Selon World Spider Catalog (version 17.5, 28/09/2016) :
- Monapia alupuran Ramírez, 1995
- Monapia angusta (Mello-Leitão, 1944)
- Monapia carolina Ramírez, 1999
- Monapia charrua Ramírez, 1999
- Monapia dilaticollis (Nicolet, 1849)
- Monapia fierro Ramírez, 1999
- Monapia guenoana Ramírez, 1999
- Monapia huaria Ramírez, 1995
- Monapia lutea (Nicolet, 1849)
- Monapia pichinahuel Ramírez, 1995
- Monapia silvatica Ramírez, 1995
- Monapia tandil Ramírez, 1999
- Monapia vittata (Simon, 1884)

## Publication originale
- Simon, 1897 : Histoire naturelle des araignées. Paris, vol. 2, p. 1-192 (texte intégral).